# Символ бесконечности
Символ бесконечности (∞) — математический символ, представляющий концепцию бесконечности.

## История
Введение символа бесконечности в математическом смысле в его современном виде принадлежит английскому математику Валлису, который впервые использовал этот символ в своём трактате 1655 года «О конических сечениях» (лат. De sectionibus conicis). В своей книге Валлис никак не объяснил выбор этого символа для обозначения бесконечности, по некоторым предположениям, это мог быть вариант записи числа 1000 римскими цифрами (первоначально выглядевшей как CIƆ, либо CƆ), или буквы омега (ω) — последней буквы греческого алфавита.
Леонард Эйлер использовал особый, открытый вариант символа бесконечности для того, чтобы обозначить «абсолютную бесконечность» (лат. absolutus infinitus). Этот символ бесконечности впоследствии никем не использовался и не представлен в Юникоде.

## Использование
В математике символ бесконечности используется чаще всего для выражения потенциальной бесконечности, а не обозначения каких-то реальных бесконечно больших величин. Например, в математическом обозначении предела:
{\displaystyle \sum _{i=0}^{\infty }{\frac {1}{2^{i}}}=\lim _{x\to \infty }{\frac {2^{x}-1}{2^{x-1}}}=2},
знак бесконечности можно условно интерпретировать в том смысле, что переменная достигает сколь угодно больших значений (стремится к бесконечности), но не принимает значения, равного бесконечности.
В топологии символом бесконечности обозначается дополнительная точка, которая вводится при одноточечной компактификации Александрова. Аналогично, в комплексном анализе и проективной геометрии символ {\displaystyle \infty } обозначает бесконечно удалённую точку.
Но в областях математики, в которых возникает необходимость сравнивать и различать между различными типами бесконечности, для конкретных бесконечных величин вместо символа {\displaystyle \infty } используются иные обозначения. Например, в теории множеств, бесконечное кардинальное число множества натуральных чисел (мощность множества всех натуральных чисел) обозначается символом {\displaystyle \aleph _{0}} (читается «алеф-нуль»), бесконечное кардинальное число множества счётных порядковых чисел обозначается {\displaystyle \aleph _{1}}, при этом {\displaystyle \aleph _{0}<\aleph _{1}}. См. Иерархия алефов.
В других отраслях символ бесконечности может иметь другой смысл; например, в переплётном деле он используется для указания, что книга напечатана на долговечной бумаге.

## Символика
В современной мистике символ бесконечности нередко отождествляется с образом Уробороса — змеи, поедающей собственный хвост.
Владимир Набоков в таких своих произведениях, как «Дар» и «Бледный огонь», использует символический образ восьмёрки (в частности, в виде ленты Мёбиуса и символа бесконечности) в описаниях форм велосипедных шин и очертаний полузабытых людей, в частности, в поэме «Бледный огонь» упоминается «чудо лемнискаты».

## Применение в графическом дизайне
Символ бесконечности в настоящее время стал популярным элементом графического дизайна. Например, это изображение является основным на флаге канадских метисов, под которым сторонники Северо-западной компании выступили в так называемом сражении у семи дубов 1816 года.
Многие современные крупные компании используют символ бесконечности в своих корпоративных логотипах, в частности, Infiniti, Room for PlayStation Portable, Microsoft Visual Studio, CoorsTek, Meta и другие.
Версии этого символа использовались в других товарных знаках, корпоративных логотипах и эмблемах, включая Fujitsu, Cell Press,  и Чемпионат мира по футболу 2022 года. 

## Кодировка
В Юникоде бесконечность обозначена символом ∞ (U+221E), в макропакете LaTeX как {\displaystyle \infty } (\infty), имеются также
другие варианты кодировки.